# Keihin
La Keihin (in Giapponese: 株式会社ケーヒン, Keihin Corporation) è un'azienda giapponese nata nel dicembre del 1956, specializzata nella costruzione di dispositivi per l'alimentazione di motori a combustione interna, prevalentemente motociclistici, come carburatori e iniettori.

## Prodotti
La Keihin produce:

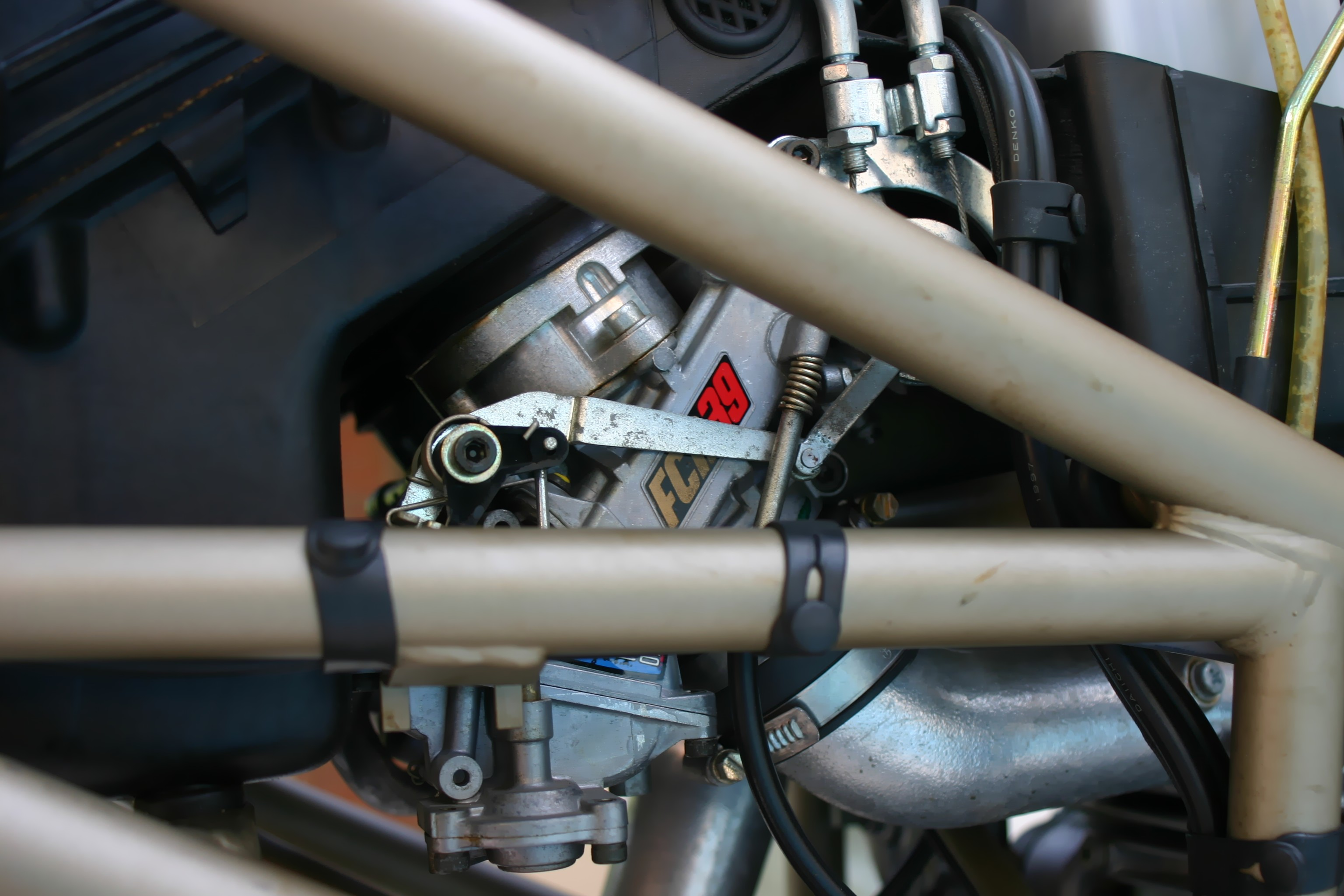
carburatore Keihin FCR 39

- Pompe di alimentazione, sistemi studiati per il richiamo della benzina e di altri carburanti
- Carburatori, sia per uso amatoriale che sportivo, con o senza controllo elettronico
- Iniettori
- Corpi farfallati
- Compressori, sistemi studiati per abbattere le emissioni dei scarichi nei motori a due tempi
- ECU centraline di controllo del motore, sia per ciclomotori che per motocicli ed automobili, sia sistemi di controllo elettronici, come ABS, ecc.
- Valvole industriali, valvole a controllo remoto, sia per uso sui carburatori che su altri sistemi
- Climatizzatori, sistemi di climatizzazione per auto

## Imitazioni
I carburatori Keihin sono tra i più imitati, in particolar modo il carburatore PWK, le ditte che offrono prodotti simili alla Keihin e che generalmente hanno componenti intercambiabili o possono utilizzare le componenti keihin sono:
- Stage 6, produce anche carburatori tipo TM della Mikuni e altri carburatori Dell'Orto
- YSN, produce anche carburatori tipo Dell'Orto
- Koso
- Oko
- Kaihen, marca cinese che imita sia il carburatore PB della Keihin che il nome della ditta